# Hwabuk-dong
Hwabuk-dong (koreanska: 화북동) är en stadsdel i staden Jeju i provinsen Jeju i den södra delen av Sydkorea, 500 km söder om huvudstaden Seoul. Hwabuk-dong ligger på norra delen av ön Jeju. 